# Ramón Castillo

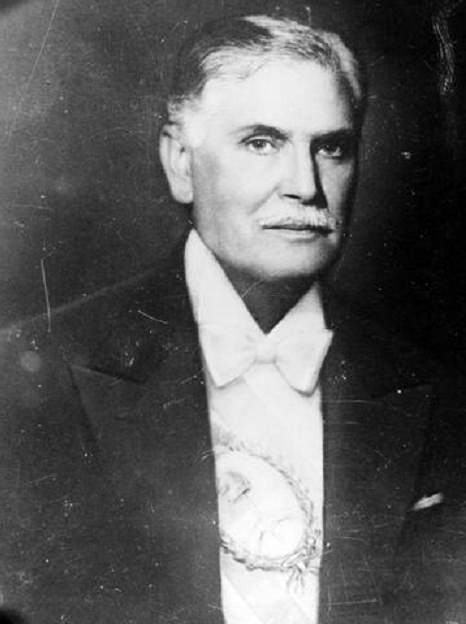
Ramón Castillo

Ramón S. Castillo Barrionuevo (* 20. November 1873 in San Fernando del Valle de Catamarca, Argentinien; † 12. Oktober 1944) war ein argentinischer Politiker und Präsident des Landes vom 27. Juni 1942 bis 4. Juni 1943.
Mit achtzehn Jahren begann er sein Studium der Rechtswissenschaften.
In den späten 1930er Jahren wurde er – nach einer Karriere als Senator der Provinz Tucumán – als Justizminister in die Regierung des Präsidenten Roberto María Ortiz berufen. Später wurde er zum Vizepräsidenten ernannt.
Castillo übernahm im Jahre 1942 das Amt des gesundheitlich angeschlagenen Roberto Ortiz. Innenpolitisch verfolgte er einen autoritären, rechtsgerichteten Kurs. Es gelang ihm nicht, die politischen Spannungen und Flügelkämpfe innerhalb von Staat und Armee unter Kontrolle zu bekommen. Obwohl er die Erdgasindustrie verstaatlichte, verfolgte seine Regierung im Allgemeinen einen ordoliberalen Kurs in Wirtschaftsfragen.
Außenpolitisch sympathisierte er mit dem „Dritten Reich“ und dem Nationalsozialismus, verfolgte aber offiziell einen neutralen Kurs. Innerhalb der Regierung und des Militärs kam es zu zunehmenden Spannungen, welche den Putsch der faschistisch orientierten GOU (Grupo de Oficiales Unidos) vom 4. Juni 1943 gegen die Regierung Castillo zur Folge hatten.
Castillo starb 1944 in der Nähe von Buenos Aires.